# Quần đảo Tokara

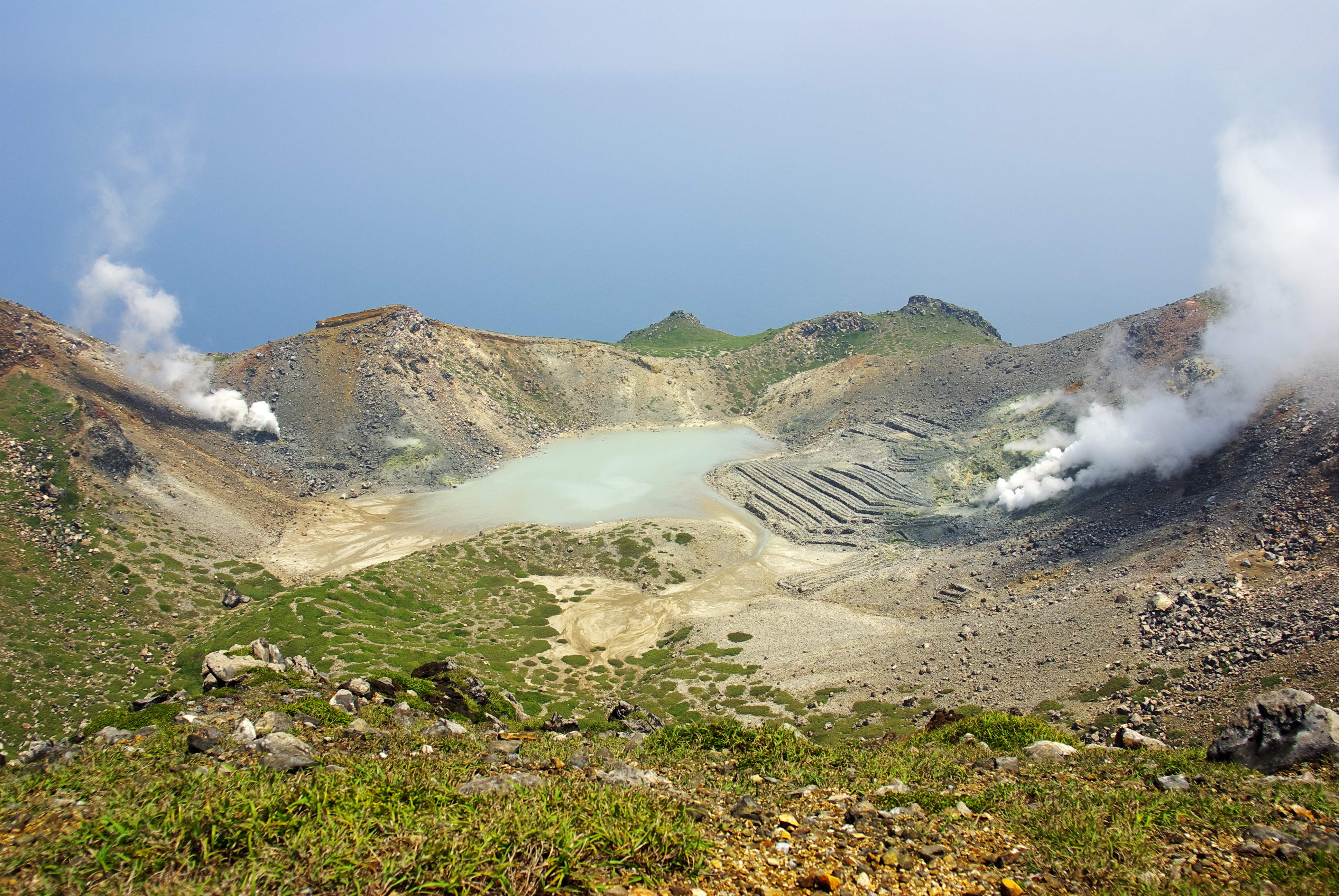
Miệng núi lửa tại đỉnh cao nhất (Otake) thuộc đảo Nakanoshima

Quần đảo Tokara (吐噶喇列島 Tokara rettō, Thổ Cát Lạt liệt đảo) là một nhóm đảo thuộc quần đảo Satsunan, một phần của quần đảo Nansei (hay quần đảo Ryukyu). Toàn bộ quần đảo thuộc Làng Toshima, tỉnh Kagoshima, Nhật Bản.

## Các đảo chính
- Kuchinoshima
- Nakanoshima
- Gajajima （không có người ở）
- Kogajajima （không có người ở）
- Tairajima
- Suwanosejima
- Akusekijima
- Kojima （không có người ở）
- Kodakarajima
- Takarajima
- Kaminonejima （không có người ở）
- Yokoatejima （không có người ở）